# Uncaria dosedlae
Uncaria dosedlae là một loài thực vật có hoa trong họ Thiến thảo. Loài này được Gilli miêu tả khoa học đầu tiên năm 1979.